# ポータリヤ経
『ポータリヤ経』（ポータリヤきょう、巴: Potaliya-sutta, ポータリヤ・スッタ）とは、パーリ仏典経蔵中部に収録されている第54経。漢訳で『哺多利経』（ほたりきょう）とも。
類似の伝統漢訳経典としては、『中阿含経』（大正蔵26）の第203経「晡利多経」がある。
釈迦がアンガ国アーパナ村のポータリヤ（哺多利）に仏法を説いていく。

## 構成

### 登場人物
- 釈迦
- ポータリヤ（哺多利）

### 場面設定
ある時、釈迦は、アンガ国のアーパナ村に滞在していた。
そこにポータリヤという人物が訪れ、捨断について問う。
釈迦は彼に、比丘の八戒、五つの喩え、三明などについて説く。
ポータリヤは法悦し、三宝への帰依を誓う。

## 日本語訳
- 『南伝大蔵経・経蔵・中部経典2』（第10巻） 大蔵出版
- 『パーリ仏典 中部（マッジマニカーヤ）中分五十経篇I』 片山一良訳 大蔵出版
- 『原始仏典 中部経典2』（第5巻） 中村元監修 春秋社